# Epithese (Linguistik)
Epithese (altgriechisch ἐπίθεσις epíthesis „Anfügung“; auch Paragogie, englisch paragoge) bedeutet in der Sprachwissenschaft das Hinzufügen eines Lautes am Wortende. Meist ist dies etymologisch unbegründet, kann aber komplex erscheinende Konsonantenverbindungen in einem Wort auflösen, indem eine weitere Silbe gebildet wird. Außer Epithesen gibt es als ähnliche Erscheinungen auch noch Prothesen und Epenthesen.

## Beispiele
Deutsche Beispiele für Epithesen sind:
- Anhängung von -t: mittelhochdeutsch nieman > neuhochdeutsch niemand; das aus dem Französischen entlehnte (vin) sec > deutsch Sekt;[1] mittelhochdeutsch obez > neuhochdeutsch Obst.[2] Auch das -t bei dem Evidenzmarkierer ebent (statt standardsprachlich eben), das in der gesprochenen Sprache oft zu beobachten ist,[3] gehört hierher.
- Anhängung eines -e bei starken Verben und Hilfsverben: mittelhochdeutsch ward > neuhochdeutsch wurde. Nur beim Hilfsverb werden bleibt diese Epithese erhalten; bei allen anderen Verben verschwindet sie spätestens Anfang des 19. Jahrhunderts wieder. Zur Entwicklung der e-Epithese bei den Hilfsverben siehe im Artikel Hilfsverb #Zum morphologischen Wandel der Hilfsverben „sein“ und „werden“; zu der der starken Verben siehe den Literatureintrag Imsiepen.

Ein Beispiel aus der romanischen Sprachgeschichte ist:
- analogische Anhängung von -o: lateinisch sum ‚bin‘ > italienisch sono.